# Jacques Siron
Jacques Siron (* 16. November 1949 in Genf) ist ein Schweizer Kontrabassist, Autor und Filmemacher. Er ist besonders als Jazz-, Improvisations- und Filmmusiker hervorgetreten.

## Leben und Wirken
Siron, der zunächst Klavier und Cello erlernte, studierte an der Hochschule Medizin bis zum eidgenössischen Diplom. Eine Ausbildung auf dem klassischen Kontrabass erhielt er auf dem Konservatorium in Lausanne. Seit 1975 ist er professioneller Musiker; er widmet sich in erster Linie dem Jazz und der Improvisationsmusik. Als Kontrabassist war er in der französischen Schweiz in zahlreichen Gruppen tätig, etwa mit Charles Schneider, Michel Bastet, René Bottlang und Jacques Demierre. In der Deutschschweiz arbeitete er mit Urs Blöchlinger, Hans Kennel, Uli Scherer, Hans Koch, Martin Schütz, Dorothea Schürch, Daniel Mouthon, Christy Doran und Alfred Zimmerlin. Mit Christoph Baumann leitete er Gruppen wie AfroGarage (mit Dieter Ulrich) oder Nuit Balte (mit Petras Vyšniauskas). Er ist auch in Frankreich aktiv, wo er einerseits mit Musikern aus dem Umfeld der Lyoner ARFI wie François Raulin, Jean Méreu, Jean-Paul Autin, Yves Robert oder Louis Sclavis auftrat, aber auch mit Serge Lazarévitch, Jean-François Canape, Zool Fleischer und Lionel Benhamou. Weiterhin hat er mit Wjatscheslaw Ganelin, Anatoly Vapirov, Theo Jörgensmann, Nils Wogram, Archie Shepp, Vinny Golia oder Steve Lacy gespielt. Er tourte durch Europa, die Sowjetunion, Afrika und Indien. Auch veröffentlichte er Bücher und Artikel über Musik und Improvisation.
Siron komponierte für seine improvisierenden Musikensembles, wie das Oktett Les Passeurs d’Instants, aber auch Jazz- und Theatermusik sowie Lieder für Yvette Théraulaz. Weiterhin hat er Musiken für Filme von Guy Milliard geschaffen und ist selber als Filmemacher hervorgetreten; er hat die Filme pane per tutti (2002) und Thèbes à l'ombre de la tombe (2008) vorgelegt.

## Diskographische Hinweise
- Big Band de l'AMR: Viva la Musica (VDE 1979)
- SMAC: SMAC (UTR 1985)
- Baumann-Siron-Dahinden: Rouge, Frisé et Acide (Leo Records 1988)
- Jacques Siron: Les Passeurs d'Instants (PL CD 1992)
- Le CoCo: Notes pour un Opéra (PL CD 1994)
- Vysniauskas-Baumann-Siron: Nuit Balte (UTR CD 1994)
- Hans Kennel: Habarigani Brass (hat ART CD 1995)
- Baumann-Siron-Ulrich: All There Was (Altrisuoni 1998)
- Siron-Baumann Septet: rouge, frisé & acide 7 (UTR 1999)

## Buchveröffentlichungen
- La Partition intérieure éd. Outre Mesure, Paris, 1992
- Bases, des mots aux sons éd. Outre Mesure, Paris, 2001
- Dictionnaire des mots de la musique, éd. Outre Mesure, Paris, 2002 & 2004

## Lexigraphischer Eintrag
- Bruno Spoerri (Hrsg.):  Biografisches Lexikon des Schweizer Jazz CD-Beilage zu: Bruno Spoerri (Hrsg.): Jazz in der Schweiz. Geschichte und Geschichten. Chronos-Verlag, Zürich 2005, ISBN 3-0340-0739-6